# Indiana University of Pennsylvania
Indiana University of Pennsylvania (IUP) is een Amerikaanse staatsuniversiteit in Pennsylvania. IUP is gevestigd te Indiana, een kleine stad 85 kilometer ten noordoosten van Pittsburgh. 

## Geschiedenis
De instelling werd in 1875 gesticht als een lerarenopleiding. In 1927 veranderde de naam in Indiana State Teachers College en in 1965 veranderde de naam na het verkrijgen van de universitaire status in het huidige Indiana University of Pennsylvania. Momenteel studeren er op IUP meer dan 14.000 studenten en daarmee is het de grootste van de veertien staatsuniversiteiten in Pennsylvana.

## Externe links

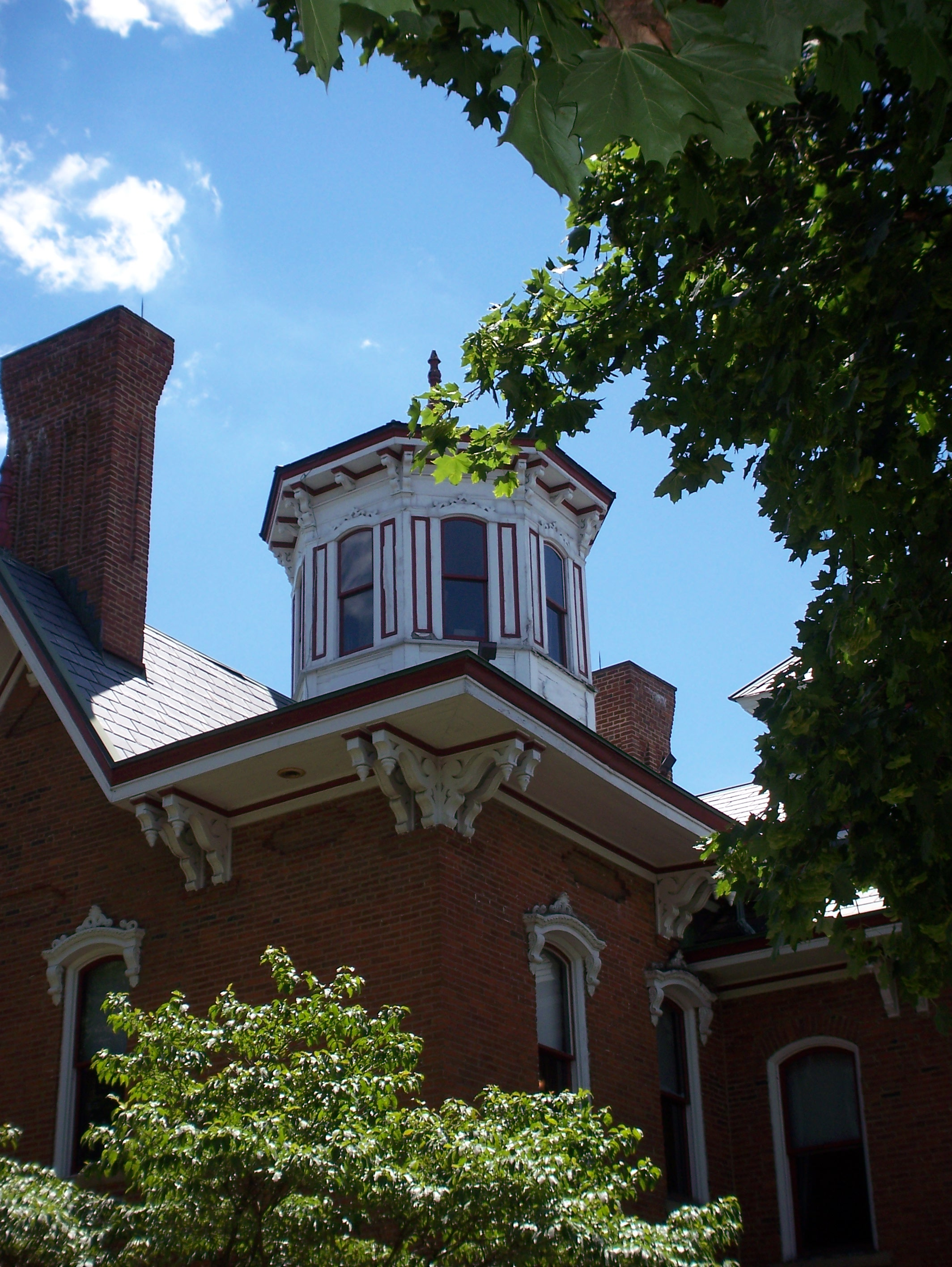
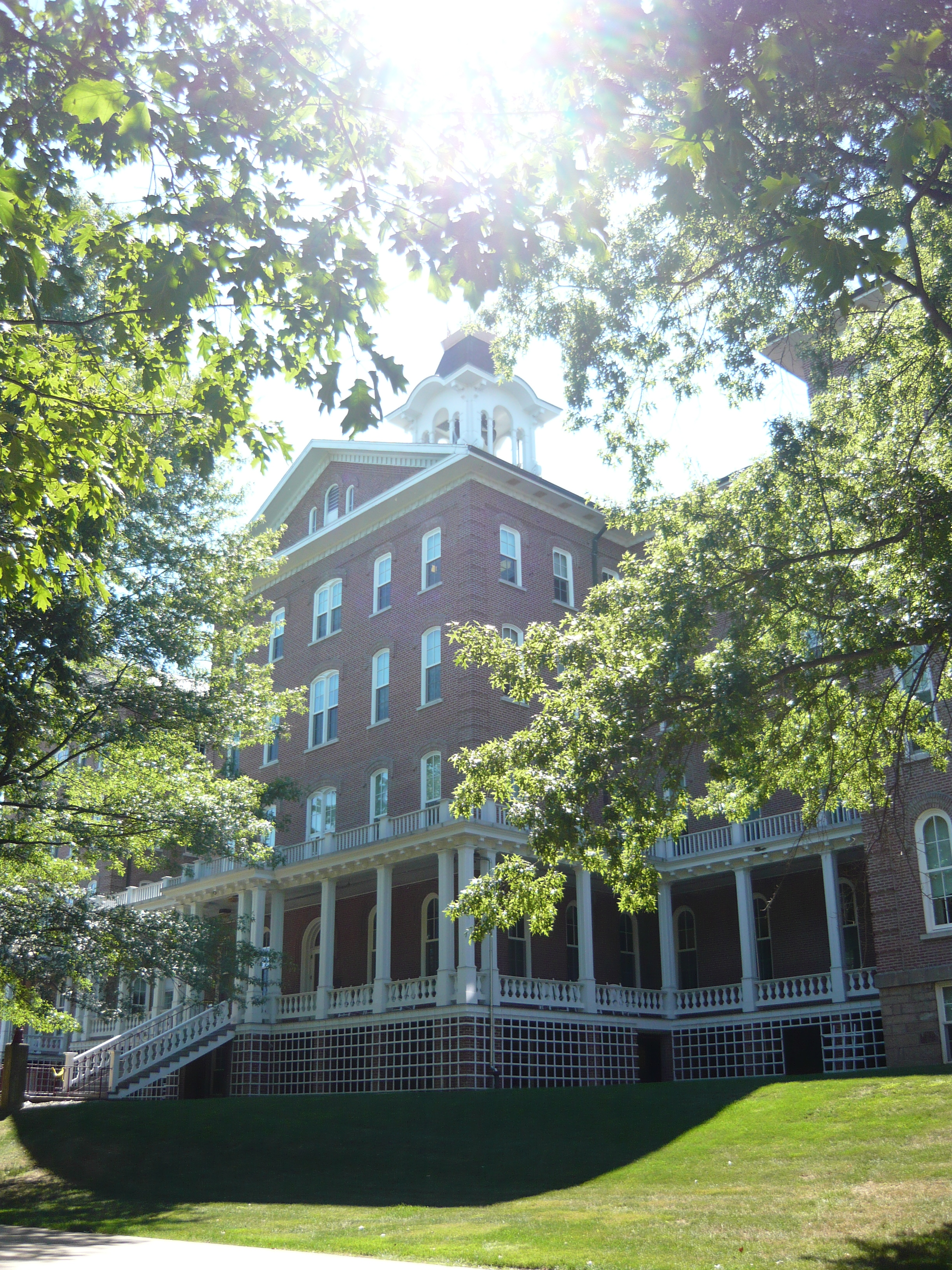
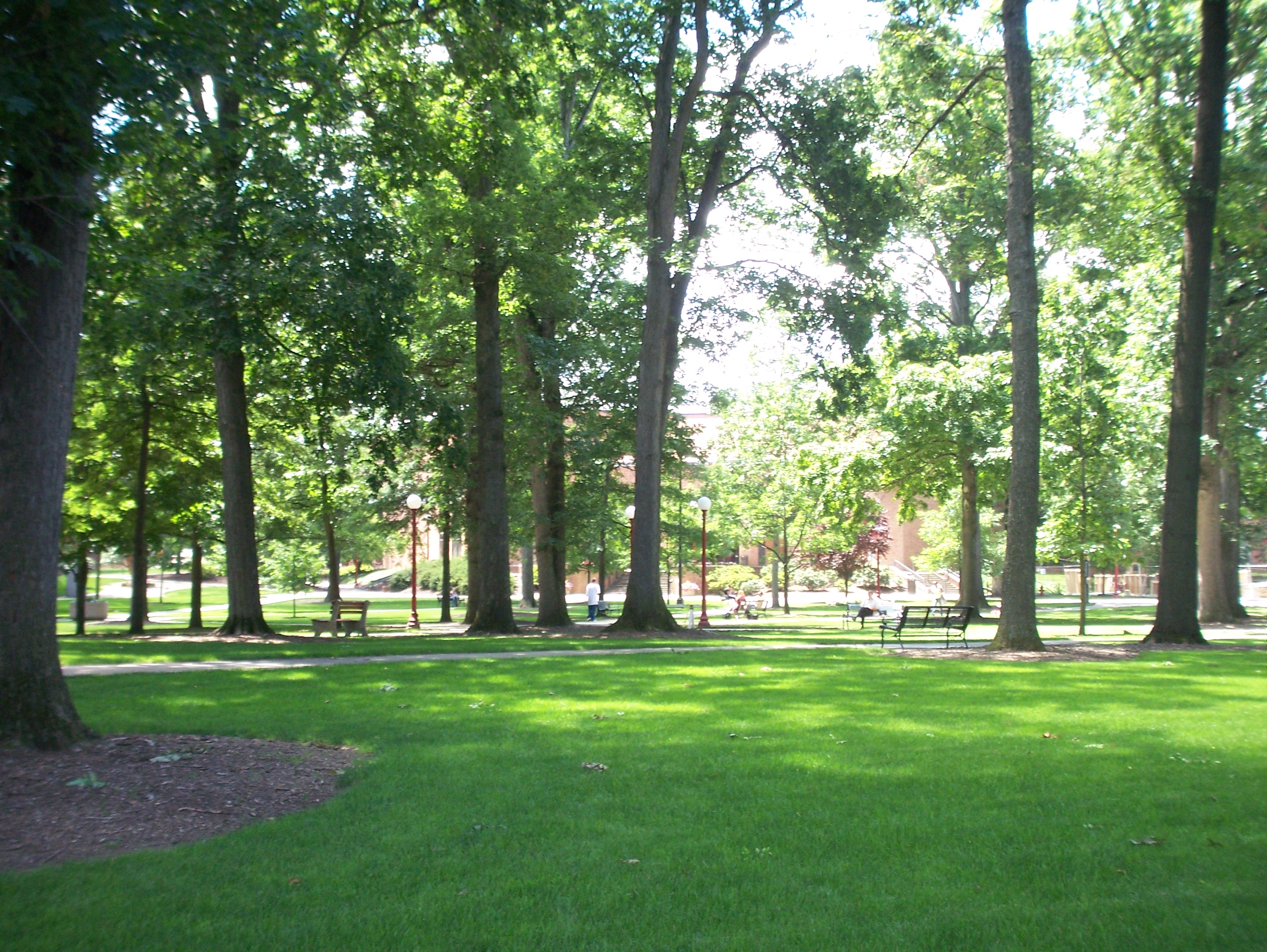
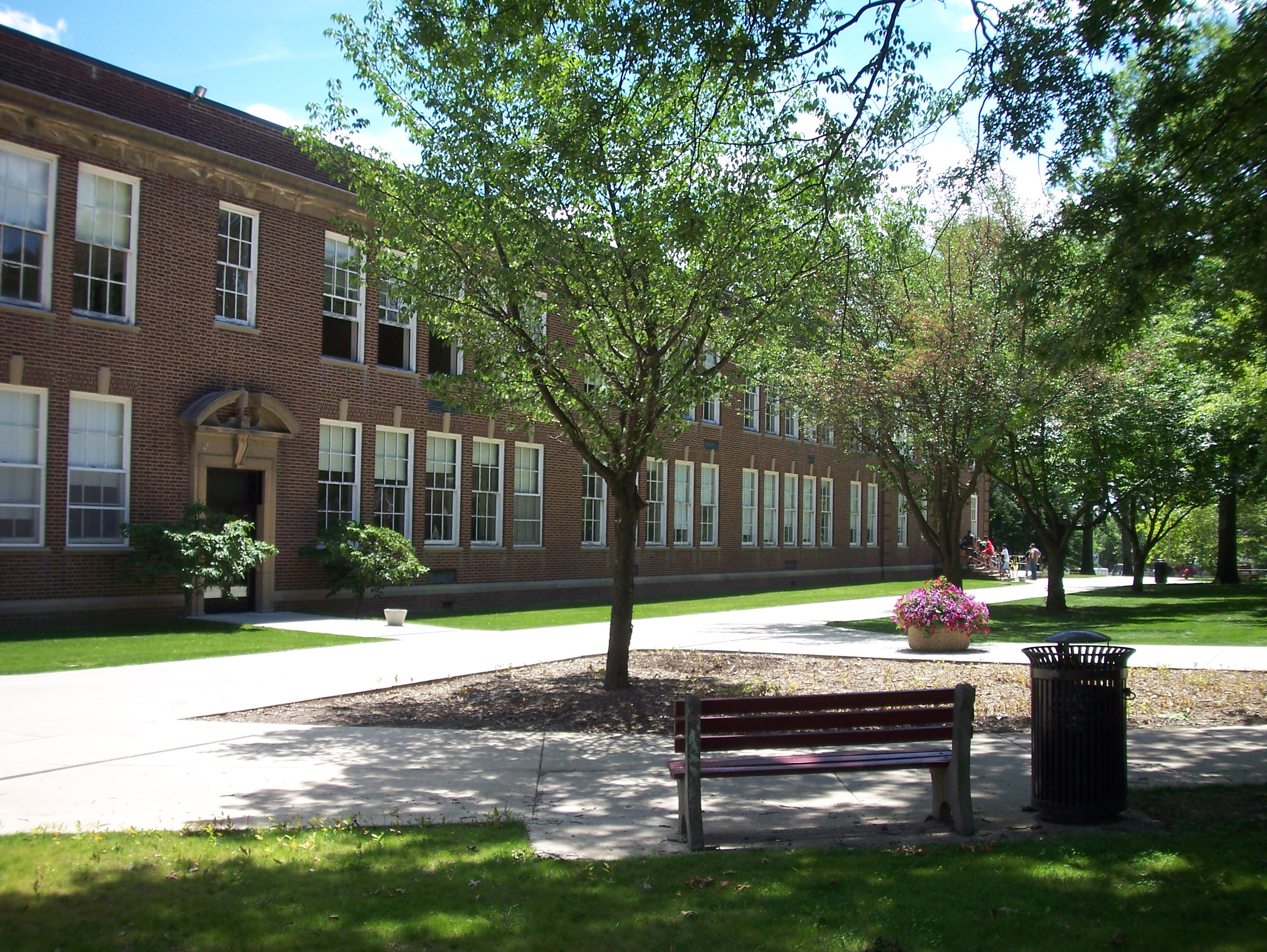
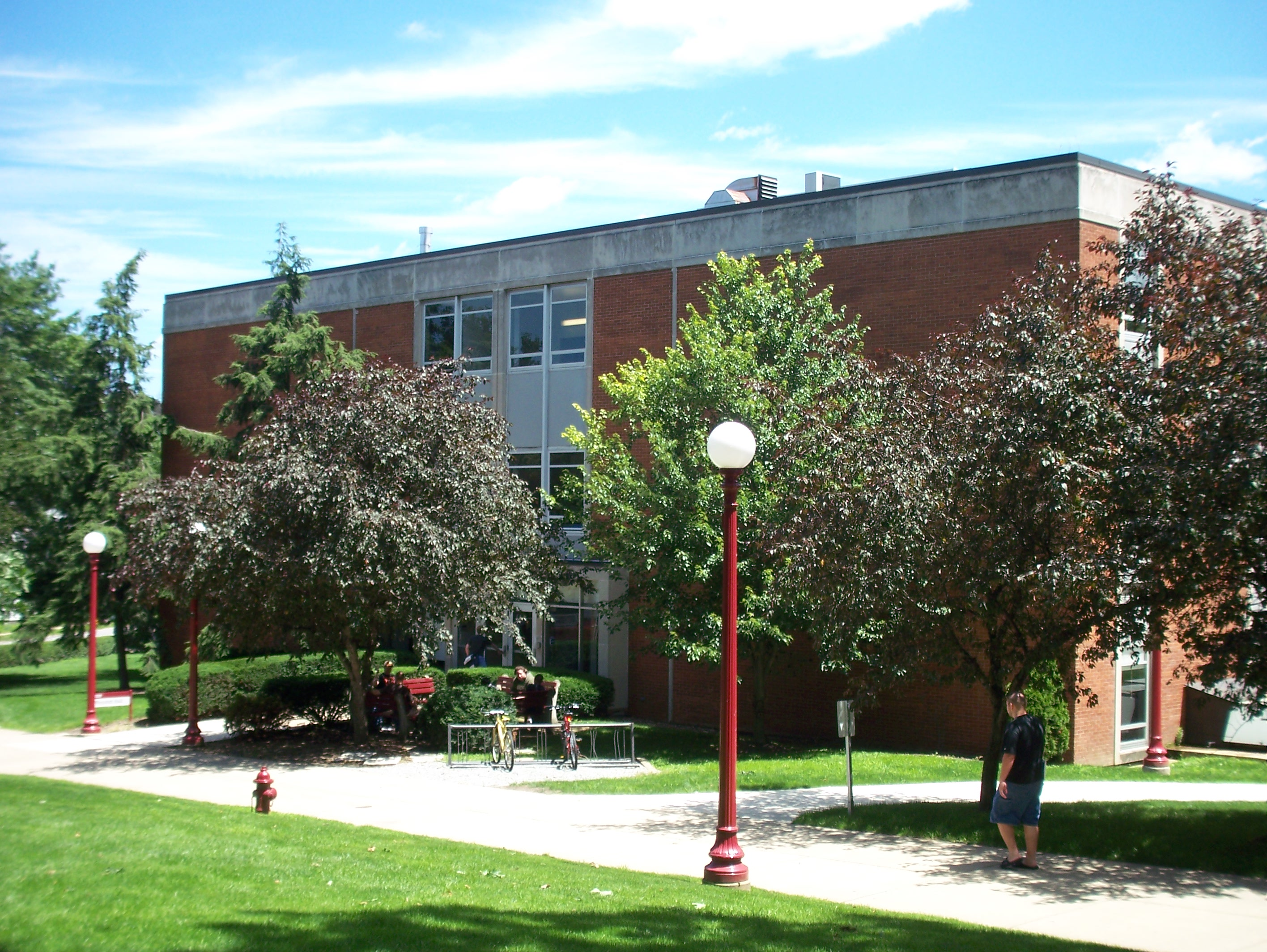
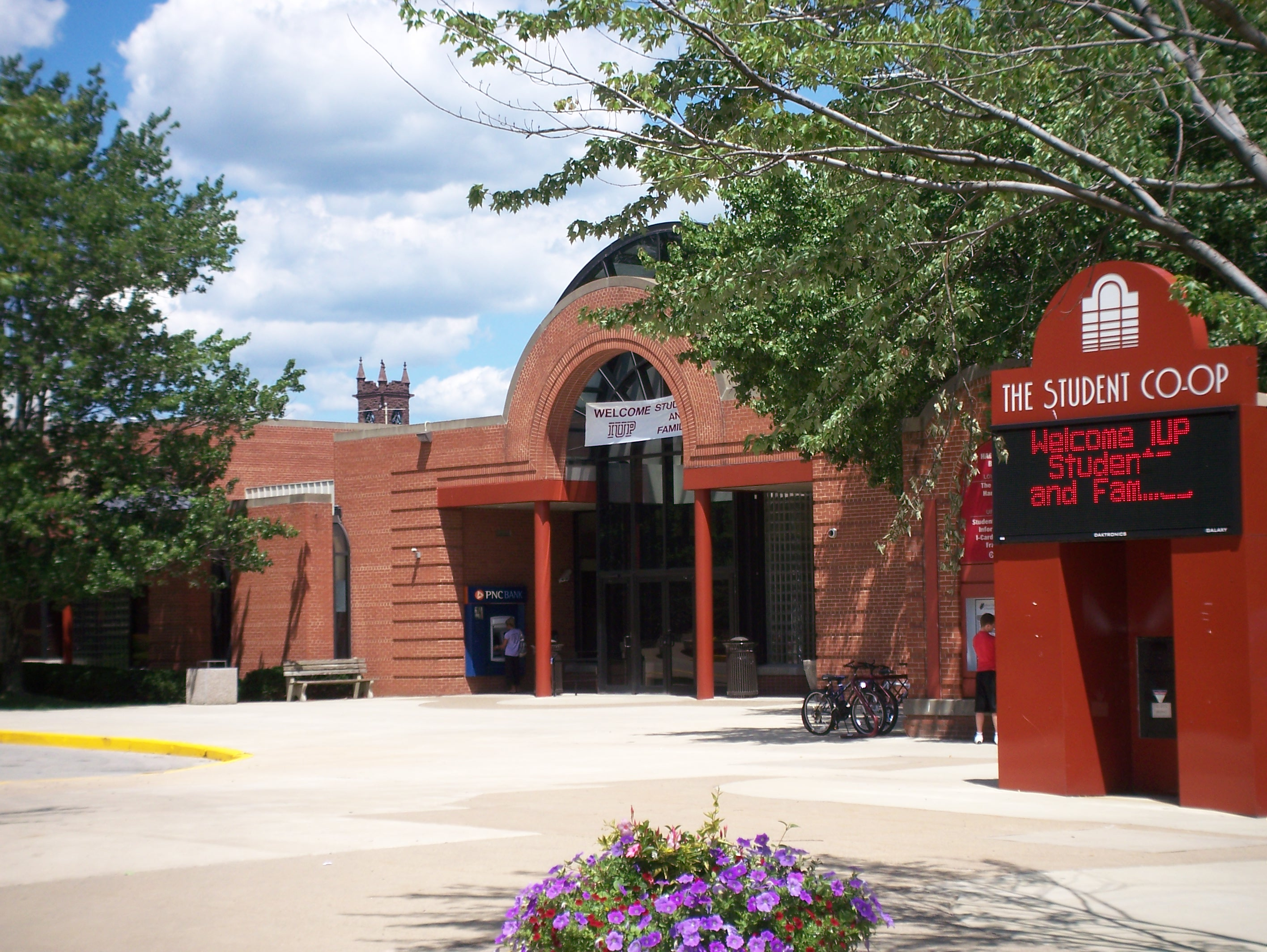
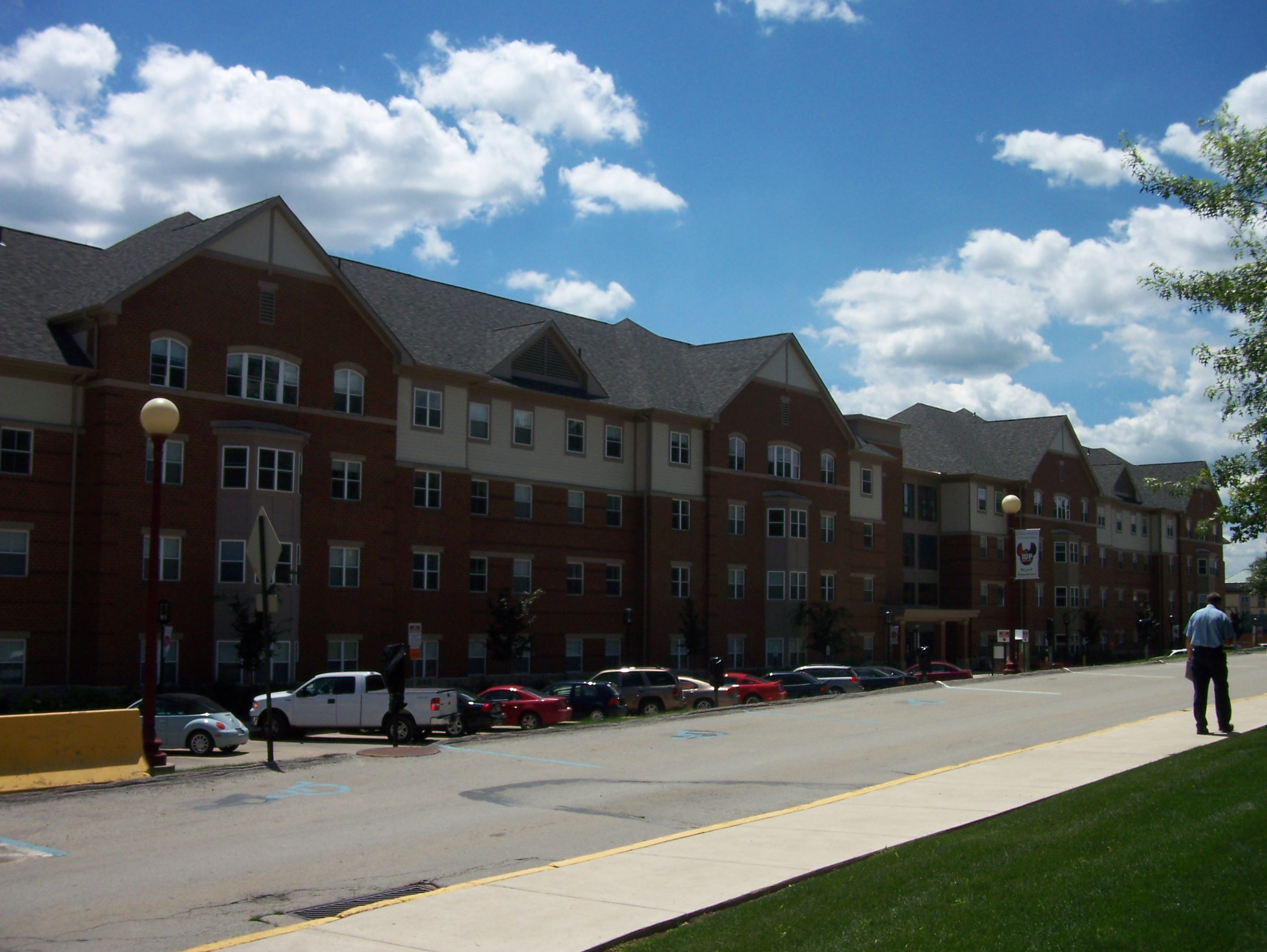
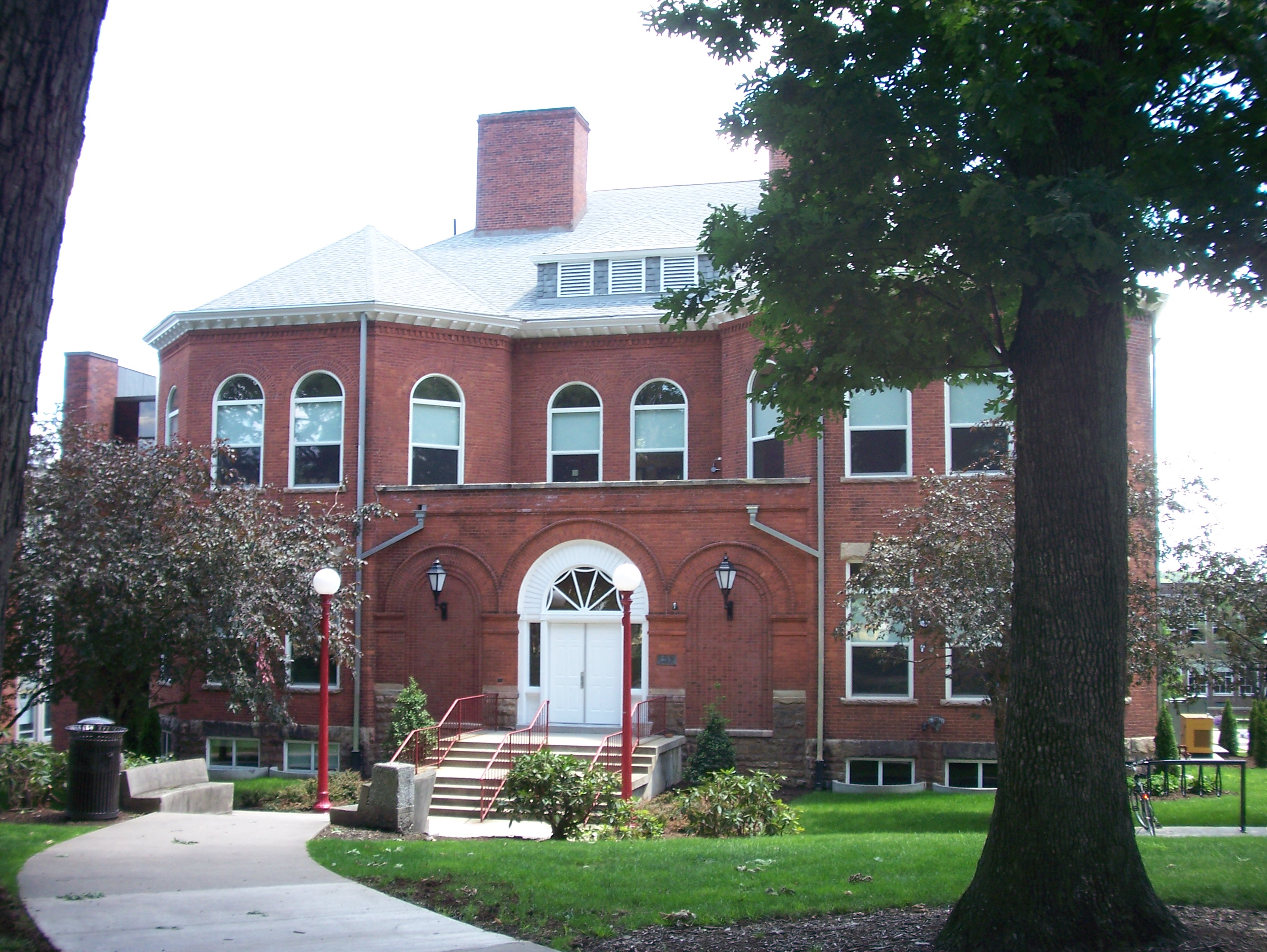
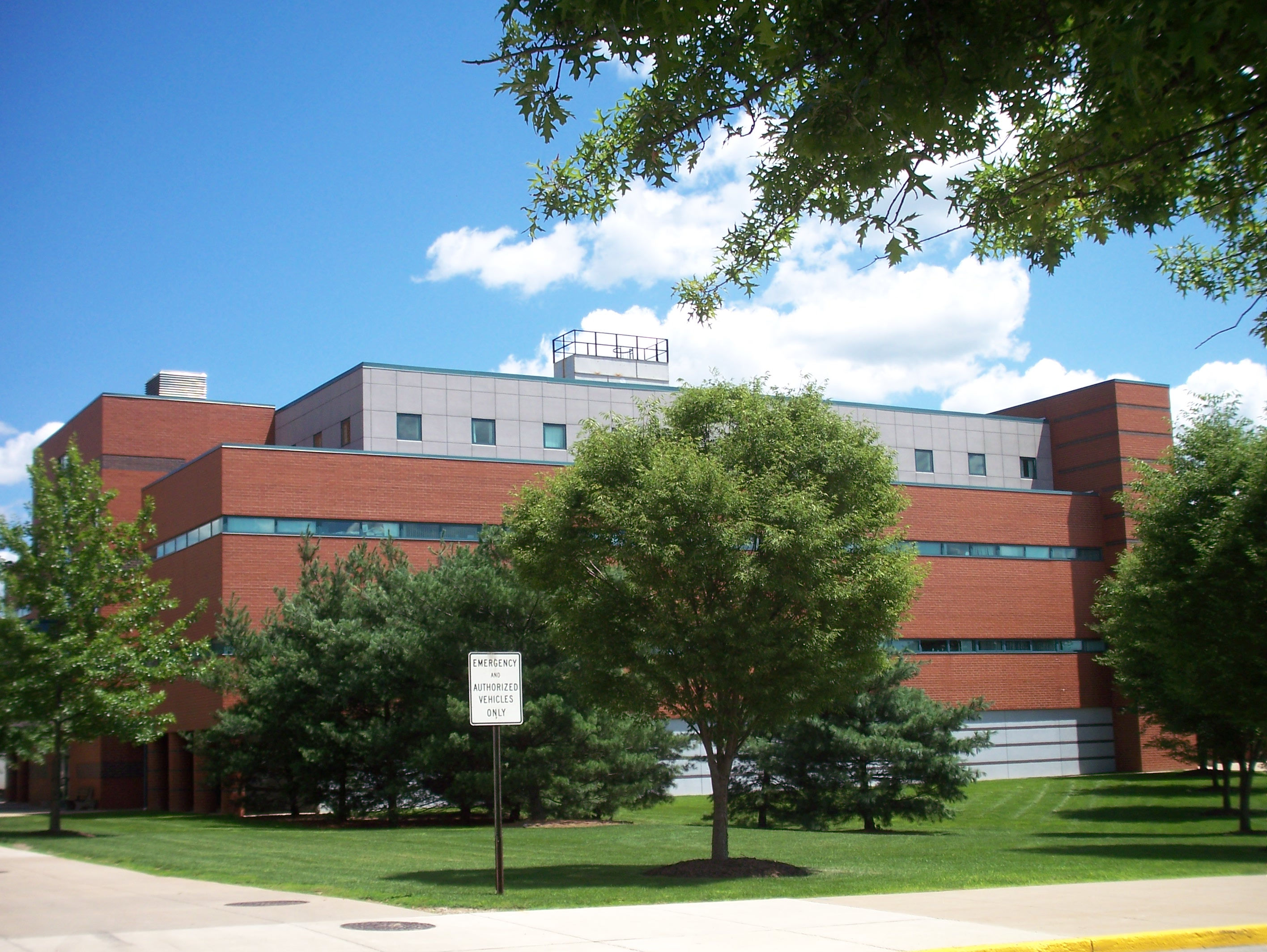
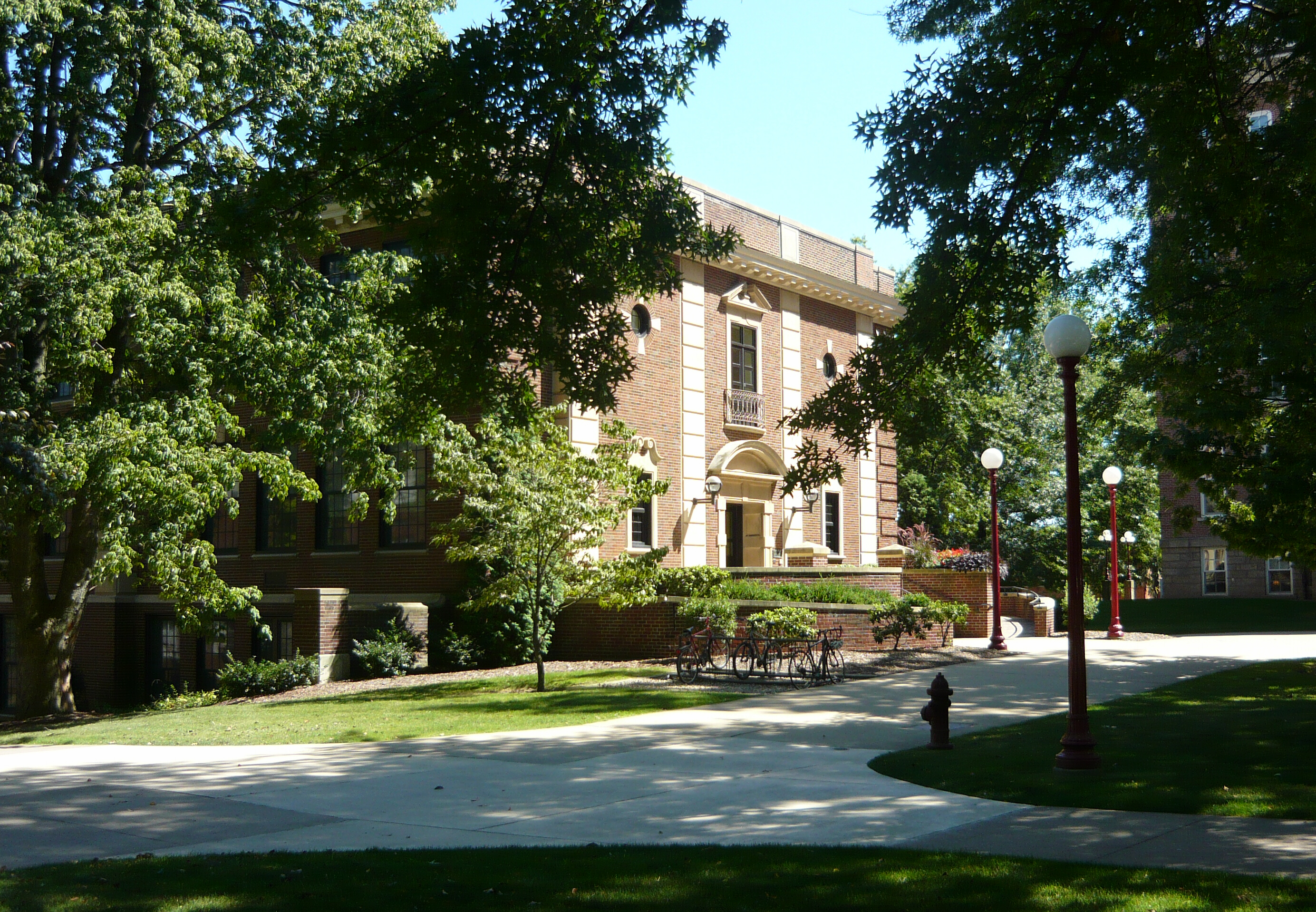